# Gabelian
Els Gabelian o Gabeluni van ser una família de nakharark (nobles) d'Armènia amb feu hereditari al Gabelianq, al sud-oest de la província de l'Airarat a la riba dreta del riu Araxes, enfront del territori dels Abekhian. Sovint se'ls menciona conjuntament, i els dos conjuntament van ser investits amb la dignitat de Mestres dels Palaus del regne d'Armènia. Igual que els Abekhian semblen ser una branca separada dels Camsaracans.
A l'època de la rebel·lió nacional, quan Vardanes II Mamiconi es va aixecar contra el rei Isdigerdes II apareixen Arten Gabelian (poc abans) i Khosrov Gabelian, el mateix 451. Després de la revolta Saton Gabelian tornava a dominar les terres de la família el 480 però les haurien perdut al segle vii quan van arribar els àrabs; llavors van emigrar a Baspracània on van obtenir un feu i es van convertir en vassalls dels Arzerunis. Únicament destaca Khosro Gabelian que vivia cap a la meitat del segle ix. Després ja no tornen a ser esmentats.